# Fredrik Hagberg

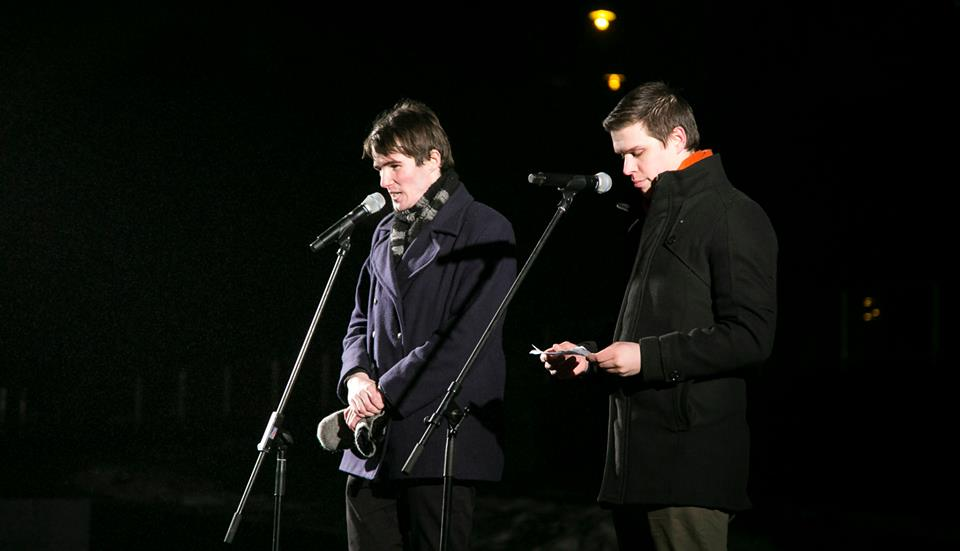
Ruuben Kaalep (EKRE) och Fredrik Hagberg i Tallinn, 2015

Fredrik Hagberg, född 1986, var talesman för den högerextrema organisationen Nordisk Ungdom från 2015 till dess att organisationen lades ned 2019. Hagberg var medlem i organisationen sedan dess grundande 2009 och fungerade sommaren 2013–2015 som dess internationella kontaktperson. Hagberg har ett förflutet i Nationaldemokraterna där han kandiderade till kommunfullmäktige i Vallentuna 2006.
Hagberg besökte Kiev två gånger under Euromajdan och höll under sin första resa ett tal i Kievs stadshus som då var ockuperat av  Svoboda, ett tal som 18 februari 2014 blev en grund för hans uppsägning från Försvarsmakten, där han hade varit anställd sedan mars 2013. Han tjänstgjorde på Livgardet i Kungsängen vid 13. Säkerhetsbataljonen.